# Hội chứng phổi của virus Hanta
Hội chứng phổi Hantavirus (HPS) là một trong hai hội chứng gây tử vong có nguồn gốc từ động vật gây ra bởi các loài mang virus hanta. Chúng bao gồm virus Black Creek Canal (BCCV), virus New York (NYV), virus Sin Nombre (SNV) và một số thành viên khác của các chi Hantavirus có nguồn gốc ở Hoa Kỳ và Canada. Các loài gặm nhấm cụ thể là những vật chủ chủ yếu của các loài hantavirus, trong đó có loài chuột bông khổng lồ (Sigmodon hispidus) ở miền nam Florida, là loài chủ chốt của vi khuẩn Black Cannal Creek,chuột gạo ở phía nam nam, con chuột nai (Peromyscus maniculatus) ở Canada và phía Tây Hoa Kỳ là chủ nhà chính của virus Sin Nombre. Chuột chân trắng (Peromyscus leucopus) ở phía đông Hoa Kỳ là chủ nhà chính của virus New York.

## Dấu hiệu và triệu chứng
Triệu chứng đầu tiên là các triệu chứng giống cúm, như sốt, ho, đau cơ, nhức đầu, hôn mê và thở dốc, nhanh chóng bị suy nhược thành suy hô hấp cấp. Nó được đặc trưng bởi sự khởi phát đột ngột của hơi thở ngắn với phù phổi phát triển nhanh chóng; nó thường gây tử vong mặc dù thông khí cơ học và can thiệp với thuốc lợi tiểu mạnh. Nó có tỷ lệ tử vong 36%.

## Truyền bệnh

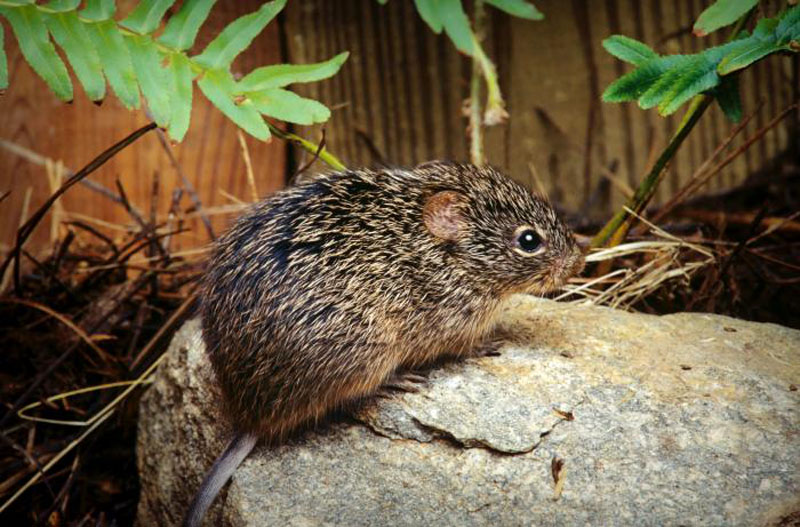
Chú chuột bông hoang dã, bản địa đến nam Florida, là vật mang virus Black Creek Canal

Việc lây truyền bằng phân chuột của chuột nhắt vẫn còn là cách duy nhất được biết đến là cách virut được truyền sang người. Nói chung, sự di chuyển của giọt nhỏ và/hoặc fomite đã không được nhìn thấy trong các hantaviruses ở cả dạng phổi hoặc xuất huyết.

## Phòng ngừa
Kiểm soát các loài gặm nhấm trong và xung quanh nhà hoặc nhà ở vẫn là chiến lược phòng ngừa ban đầu, cũng như loại bỏ tiếp xúc với gặm nhấm ở nơi làm việc và khu cắm trại. Kho lưu trữ và buồng chứa kín thường là nơi lý tưởng để gây hại của động vật gặm nhấm. Nên ra ngoài các không gian như vậy trước khi sử dụng. Người ta nên tránh tiếp xúc trực tiếp với phân chuột và mặc một mặt nạ trong khi làm sạch các khu vực như vậy để tránh hít phải chất tiết chuột nhắt phóng xạ.

## Điều trị
Không có thuốc chữa hoặc vắc-xin cho HPS. Điều trị liên quan đến liệu pháp hỗ trợ, bao gồm thông khí cơ học với oxy bổ sung trong giai đoạn suy hô hấp quan trọng của bệnh. Việc phát hiện sớm HPS và nhập viện vào một cơ sở chăm sóc đặc biệt có thể sẽ đưa ra được dự đoán điều trị tốt nhất.

## Dịch tễ học
Hội chứng Hantavirus phổi lần đầu tiên được công nhận trong đợt dịch năm 1993 ở khu vực Four Corners ở tây nam Hoa Kỳ. Nó được xác định bởi Tiến sĩ Bruce Tempest. Ban đầu nó được gọi là bệnh Four Corners, nhưng tên này đã được đổi thành virus Sin Nombre sau khi những người dân bản địa than phiền rằng cái tên "Four Corners" kỳ thị khu vực này. Nó đã được xác định trên khắp Hoa Kỳ.